# Doyenné du Comice

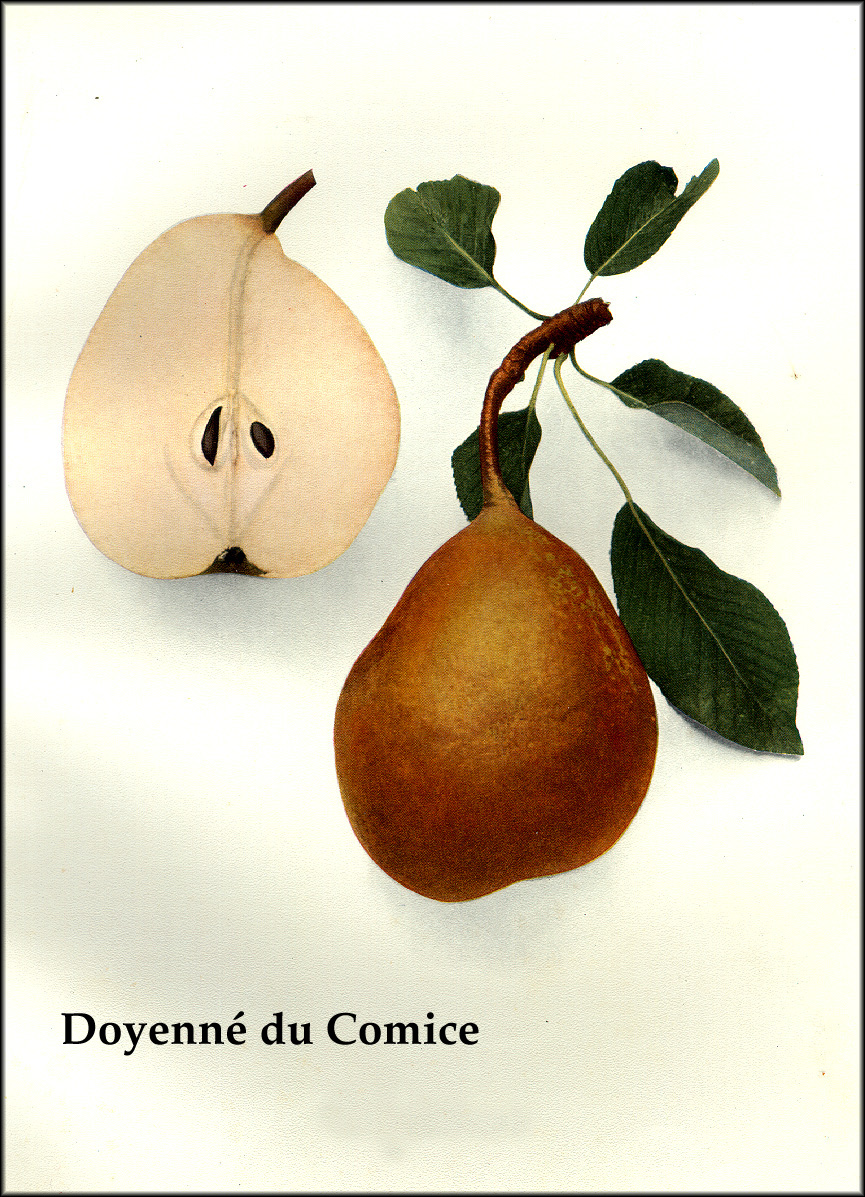

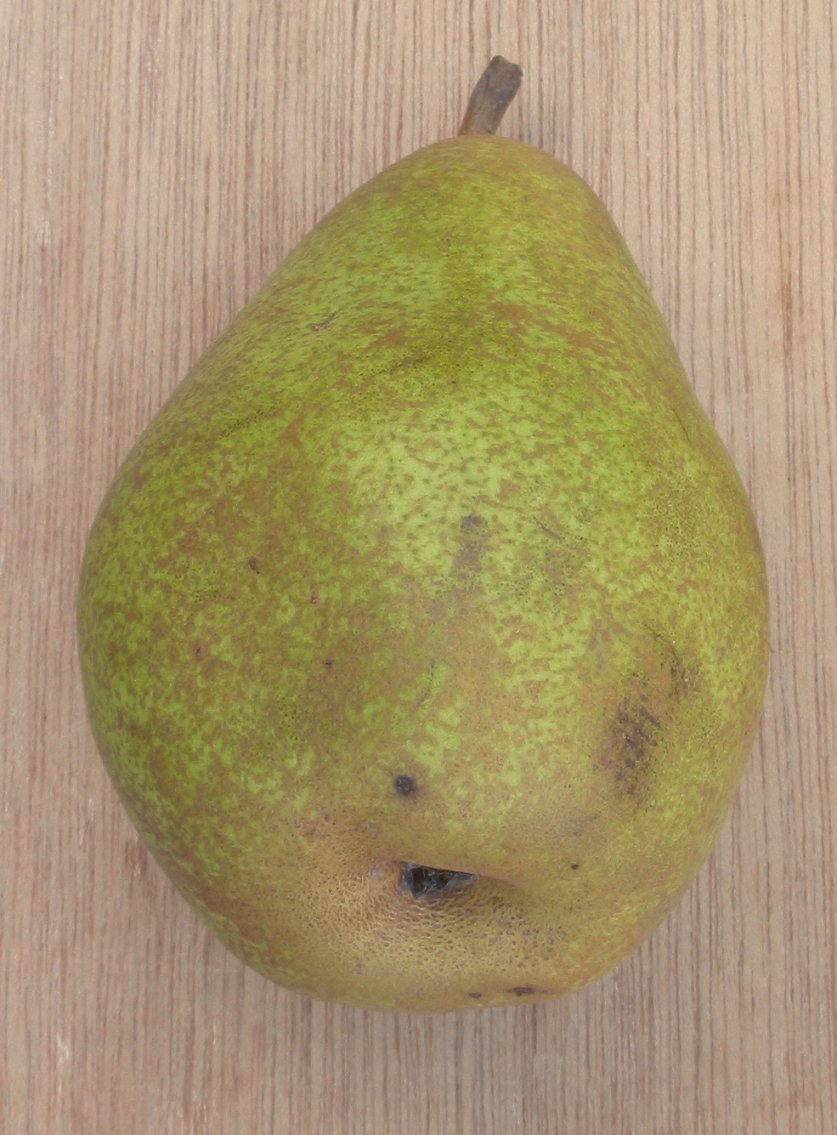
Poire 'Doyenné du Comice'

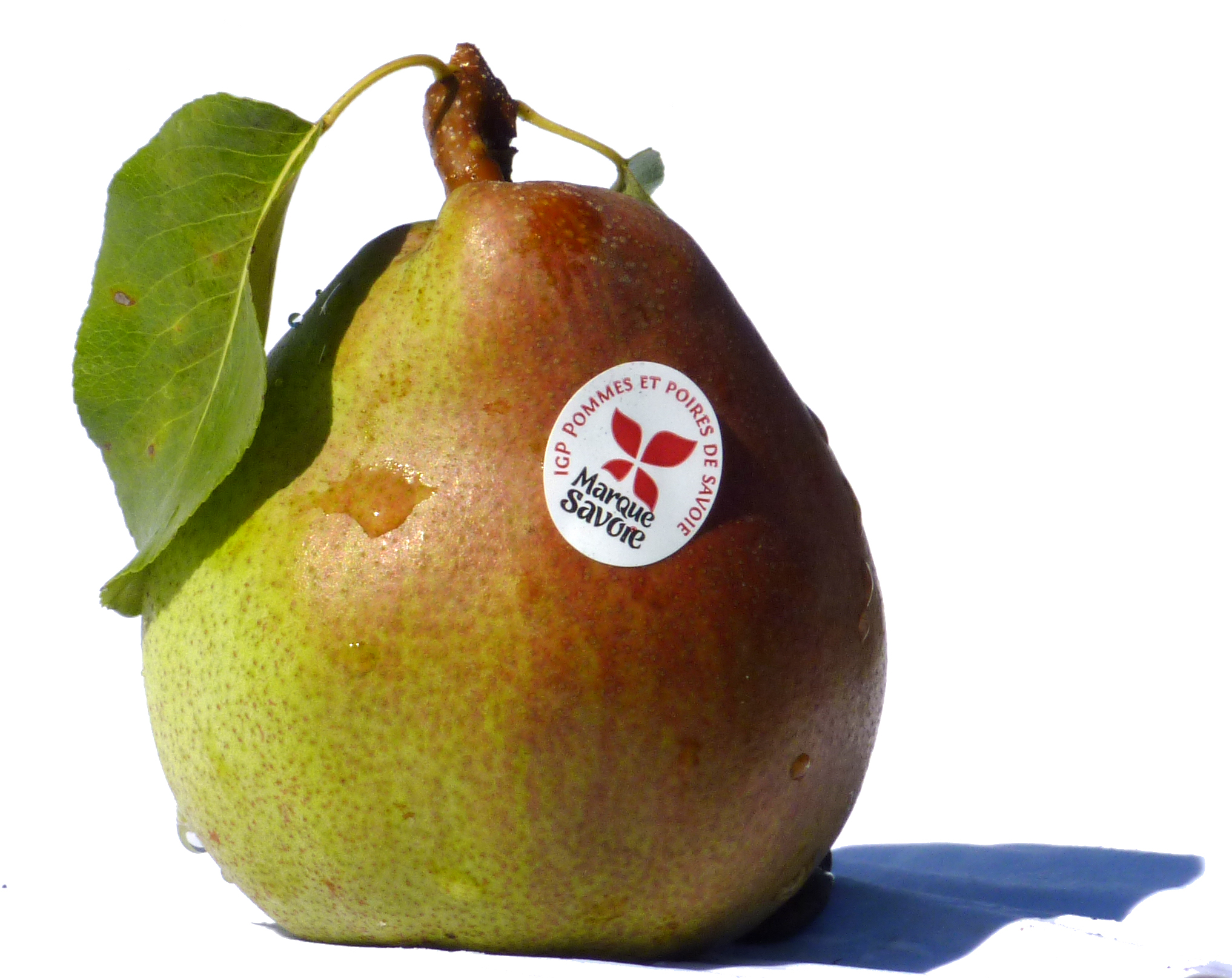
Poire Comice IGP Savoie

La Doyenné du Comice est une variété de poires créée à Angers au XIXe siècle. C'est, en France, la troisième variété de poire la plus consommée.

## Synonymes
- Poire du Comice.
- Beurré Robert (par erreur - voir errata du tome 2 du Dictionnaire de Pomologie Leroy).
- Comice.
- Decana del Comizio (Italie)[1].
- Vereinsdechantsbirne (Allemagne).

On la surnomme simplement « Comice », ce qui est peu précis puisqu'il existe d'autres variétés nommées 'Fondante du Comice', 'Sucrée du Comice', 'Cassante du Comice', 'Super Comice' et 'Doyenné du Comice Panachée'.

## Description
Le fruit est volumineux à maturité. Sa pelure qui se colore en jaune paille est assez épaisse. La pulpe est blanche, fondante et parfumée.
En altitude, la Comice prend une face rosée appelée « blush ». Cela sans maquillage, c'est la différence de température importante entre la nuit et le jour qui colore ainsi le fruit. On note également en général un épiderme plus clair et moins gris pour une production en altitude.

## Maturité
- Cueillette : à la fin de septembre.
- Consommation (après mise en réserve au fruitier) : mi-novembre à fin décembre.

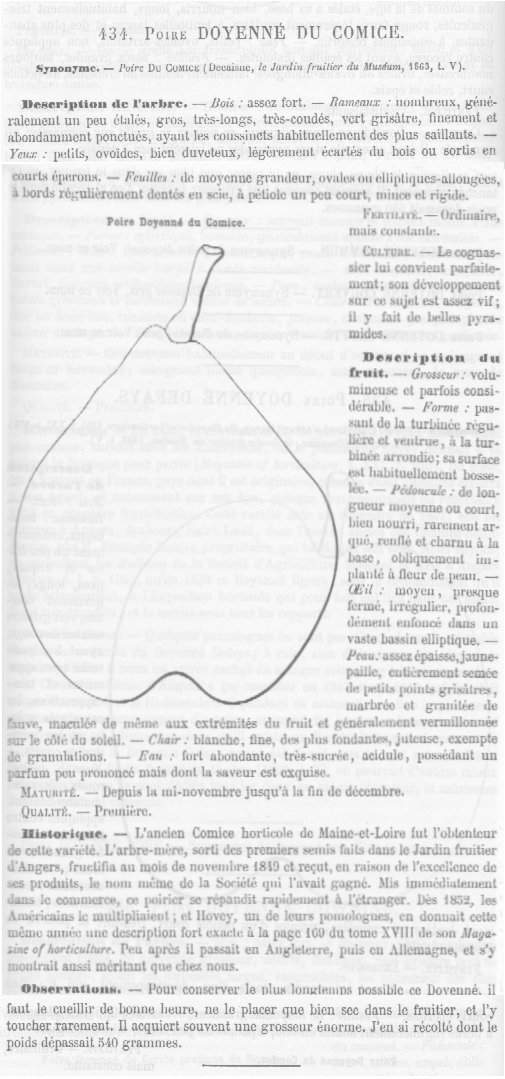
Dictionnaire de pomologie, (tome 2, pages 60-62), André Leroy - 1867.

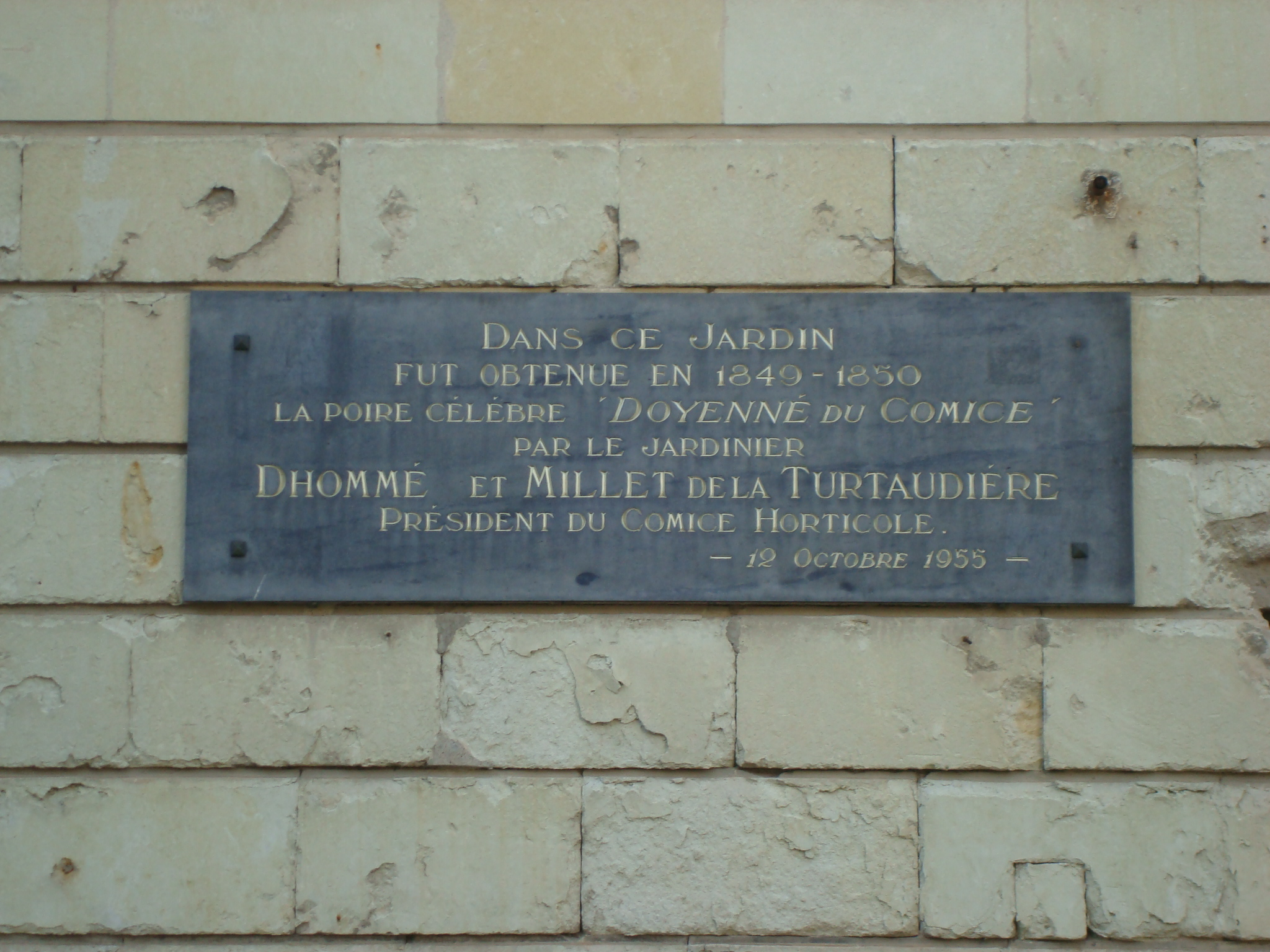
Plaque commémorative à l'entrée du jardin du Musée des Beaux-Arts d'Angers.

## Origine
Cette variété a été obtenue dans le jardin fruitier du Comice horticole d'Angers par Hilaire Dhommé et Pierre-Aimé Millet de la Turtaudière. En 1848, un jeune arbre planté dans les années 1840 commence à produire des fruits. La qualité de ceux-ci fit que le Comice décida de maintenir l'arbre sous surveillance : « une nouvelle poire provenant des semis faits par le Comice, surveillée spécialement par M. Millet, est renvoyée à une prochaine récolte, pour décider quelles en seront les qualités constantes ». L'année suivante, la qualité des fruits demeura semblable et considérée comme étant fixée.
André Leroy, un pépiniériste angevin, décide d'ajouter la variété à son catalogue. Venant d'ouvrir une succursale à Rochester, aux États-Unis, elle y est rapidement commercialisée et exploitée. Charles Mason Hovey en fait une description dès 1852 dans The Magazine of Horticulture. L'arbre passe également en Angleterre et en Allemagne, avec succès.
Lors de la première et deuxième session du Congrès pomologique de France en 1856 et 1857, elle est ajournée avec avis favorable. Elle n'est définitivement adoptée que lors de la troisième session en 1858. En 1894, elle est désignée par le Journal d'Horticulture de Londres « la meilleure poire du monde ».
Sa diffusion auprès du grand consommateur reste marginale au XIXe siècle. Il faut attendre l'essor de la production au XXe siècle pour que cela soit le cas.
Dans le roman Sodome et Gomorrhe (1922), de Marcel Proust, le personnage du baron de Charlus demande à un maître d’hôtel différentes variétés de poires, dont aucune n'est disponible. Parmi elles, la « Doyenné des Comices (sic) » :

« Maître d’hôtel, avez-vous de la Doyenné des Comices ? Charlie, vous devriez lire la page ravissante qu’a écrite sur cette poire la duchesse Émilie de Clermont-Tonnerre. — Non, Monsieur, je n’en ai pas. »

— Marcel Proust, Sodome et Gomorrhe

## Multiplication
Cette variété se greffe sans problème sur cognassier.

## Bassin de production

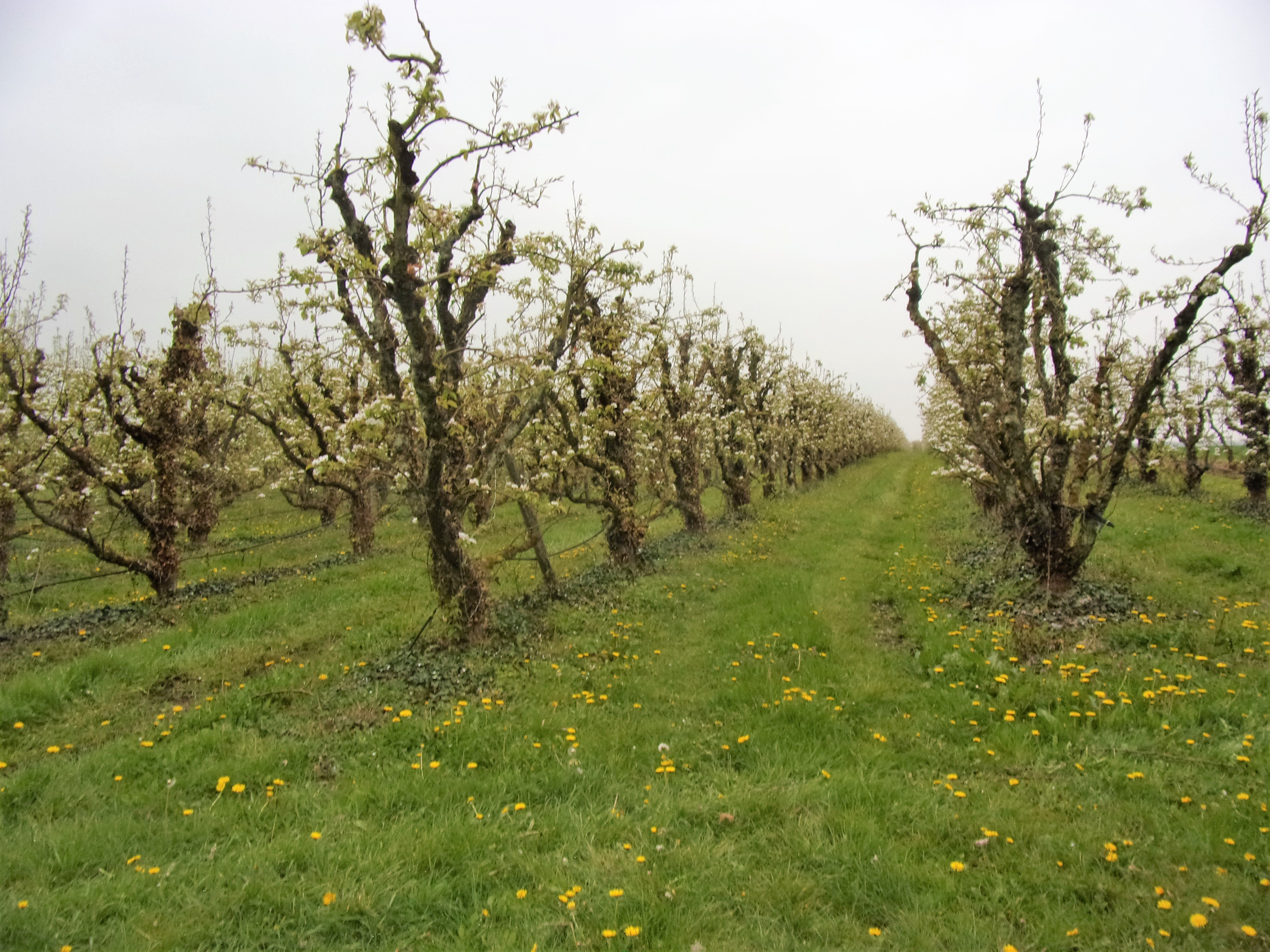
Verger à Veigné.

En France, près de 800 hectares sont dédiés à sa production, principalement en Provence, mais également en Val de Loire et dans les vallées du Rhône et de la Garonne. Il existe une très forte concurrence au niveau de la production européenne, spécialement de proches voisins (Pays-Bas et Italie). Au niveau des pays producteurs de contre-saison (hémisphère sud), c'est l'Afrique du Sud et le Chili qui sont les principaux exportateurs vers l'Union européenne.
Les qualités gustatives des comices cultivées en Savoie ont été reconnues en 1996 par une IGP (Indication Géographique Protégée) au titre des Pommes et poires de Savoie. C'est en 2012 la seule IGP obtenue pour cette variété en France.
Au Royaume-Uni, la production de Doyenné du Comice s'élevait à 3 000 tonnes en 2011, loin derrière les 26 000 tonnes de Conférence. On la trouve également produite en Belgique, en Italie, aux Pays-Bas, au Portugal, en Afrique du Sud, aux États-Unis (dans les États de Californie, Oregon et Washington) ainsi qu'en Nouvelle-Zélande.

## Consommation et commercialisation

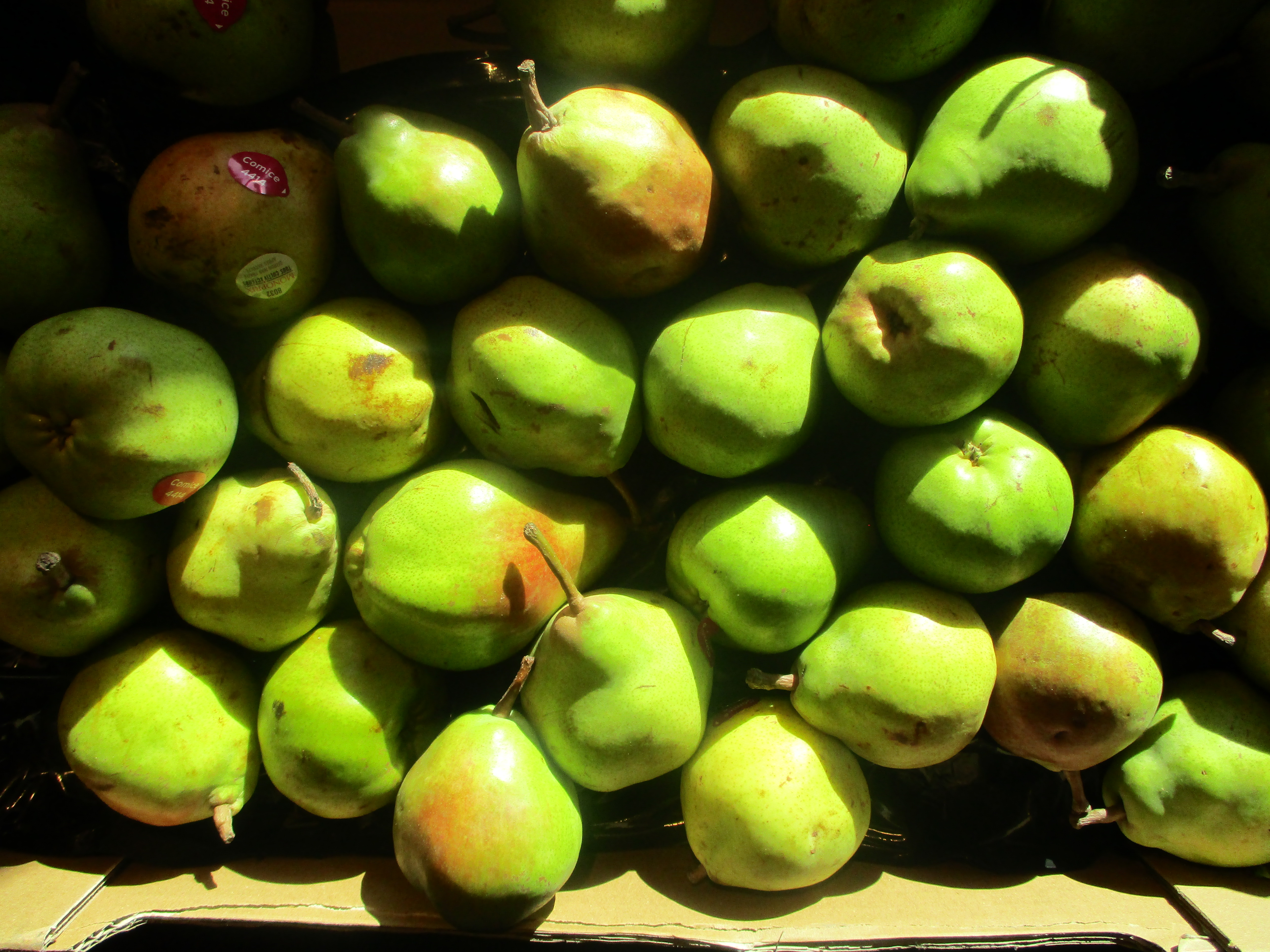
Étalage de poires Comice.

En 2009/2010, la Doyenné du Comice est la troisième variété de poire la plus vendue en France, avec 15 % de la consommation annuelle de poires, derrière la William's et la Conférence.